# Nigel Warrior
Nigel Warrior (College Park, 14 dicembre 1997) è un giocatore di football americano statunitense che milita nel ruolo di safety per i Seattle Seahawks della National Football League (NFL).

## Carriera

### Baltimore Ravens
Warrior non venne selezionato nel Draft NFL 2020 e firmò con i Baltimore Ravens il 5 maggio 2020. Fu svincolato alla fine del training camp dopo di che rifirmò con la squadra di allenamento, dove trascorse la sua intera stagione da rookie.
Il 31 agosto 2021 Warrior fu svincolato dai Ravens.

### Seattle Seahawks
Il 1º settembre 2021 Warrior firmò con i Seattle Seahawks. Fu inserito in lista infortunati il 7 settembre 2021 e tornò nel roster attivo il 27 novembre La sua stagione si chiuse con 4 presenze.

## Vita privata
È figlio dell'ex cornerback Dale Carter che giocò nel periodo 1992-2005, venendo convocato per 4 Pro Bowl.